# Itylo
Itylo (griechisch Οίτυλο (n. sg.), teilweise auch Oitylo transkribiert) ist eine Ortschaft auf der Peloponnes und ein Gemeindebezirk der griechischen Gemeinde Anatoliki Mani. Der Ort liegt im Süden der Peloponnes rund 80 Kilometer südlich von Kalamata, größter Ort des Gemeindebezirks ist Areopoli.

## Lage
Das Gebiet nimmt den südwestlichen Teil der Halbinsel Mani zwischen dem Messenischen Golf (Messiniakos Kolpos) und dem Taygetos-Gebirge und damit den wesentlichen Teil der Messa Mani ein.

## Verwaltungsgliederung
Der Gemeindebezirk Itylo bestand 1997–2010 als eigenständige Stadtgemeinde (dimos) mit dem Verwaltungssitz Areopoli. Diese wurde aus drei kurzlebigen Stadtgemeinden (Areopoli, Diros und Itylo) gebildet, die 1994 aus insgesamt 18 Landgemeinden gebildet worden waren. Diese ursprünglich 18 Landgemeinden bilden seit 2011 Ortsgemeinschaften (gr. topikes kinotites τοπικές κοινότητες), die lokale Vertreter wählen.
- Alika, 148 Einwohner; zwei Wohntürme flankieren den Eingang des Ortes; viele Häuser verfallen und sind von Kakteen bewachsen.
- Areopoli, 1014 Einwohner, das alte Handelszentrum der Messa Mani, Heimat der Familie Mavromichalis, die hier mit anderen Manioten am 17. März 1821 die Fahne der Mani (mit einem blauen Kreuz und der Losung ΝΙΚΗ Ή ΘΑΝΑΤΟΣ ‚Sieg oder Tod‘) hisste und damit ein Startsignal zum griechischen Freiheitskampf gab.
- Ano Boularii, 74 Einwohner
- Dryalos, 131 Einwohner
- Germa, 18 Einwohner
- Gerolimin, 99 Einwohner, einst der Versorgungshafen der Messa Mani, heute ein kleines Fischerdorf mit wenigen erhaltenen Wohntürmen.
- Itylo, 392 Einwohner
- Karea, 24 Einwohner
- Kelefa, 39 Einwohner
- Kita, 212 Einwohner, mit Wohntürmen, deren Bewohner sich noch bis Ende des 19. Jahrhunderts bekämpften.
- Kounos, 180 Einwohner
- Kryoneri, 68 Einwohner
- Minas, 310 Einwohner
- Neo Itylo, 70 Einwohner
- Pyrgos Dirou, 561 Einwohner, die Tropfsteinhöhle bei Pyrgos Dirou zählt zu den schönsten Tropfsteinhöhlen Europas und ist eine der wichtigsten Touristenziele der Mani.
- Tsikalia, 53 Einwohner
- Vachos, 89 Einwohner
- Vathia, 33 Einwohner – eine besonders malerische Ansammlung der für die Mani typischen Wohntürme, die dichtgedrängt auf einem Hügel stehen und daher ein besonders beliebtes touristisches Ziel und Fotomotiv abgeben.

Fast alle dieser Ortsgemeinschaften bestehen wiederum aus mehreren kleinen Dörfern und Siedlungen. Insgesamt sind in der amtlichen Statistik 132 zum Gemeindebezirk gehörende Siedlungen aufgeführt, von denen im Jahr 2011 126 bewohnt waren.

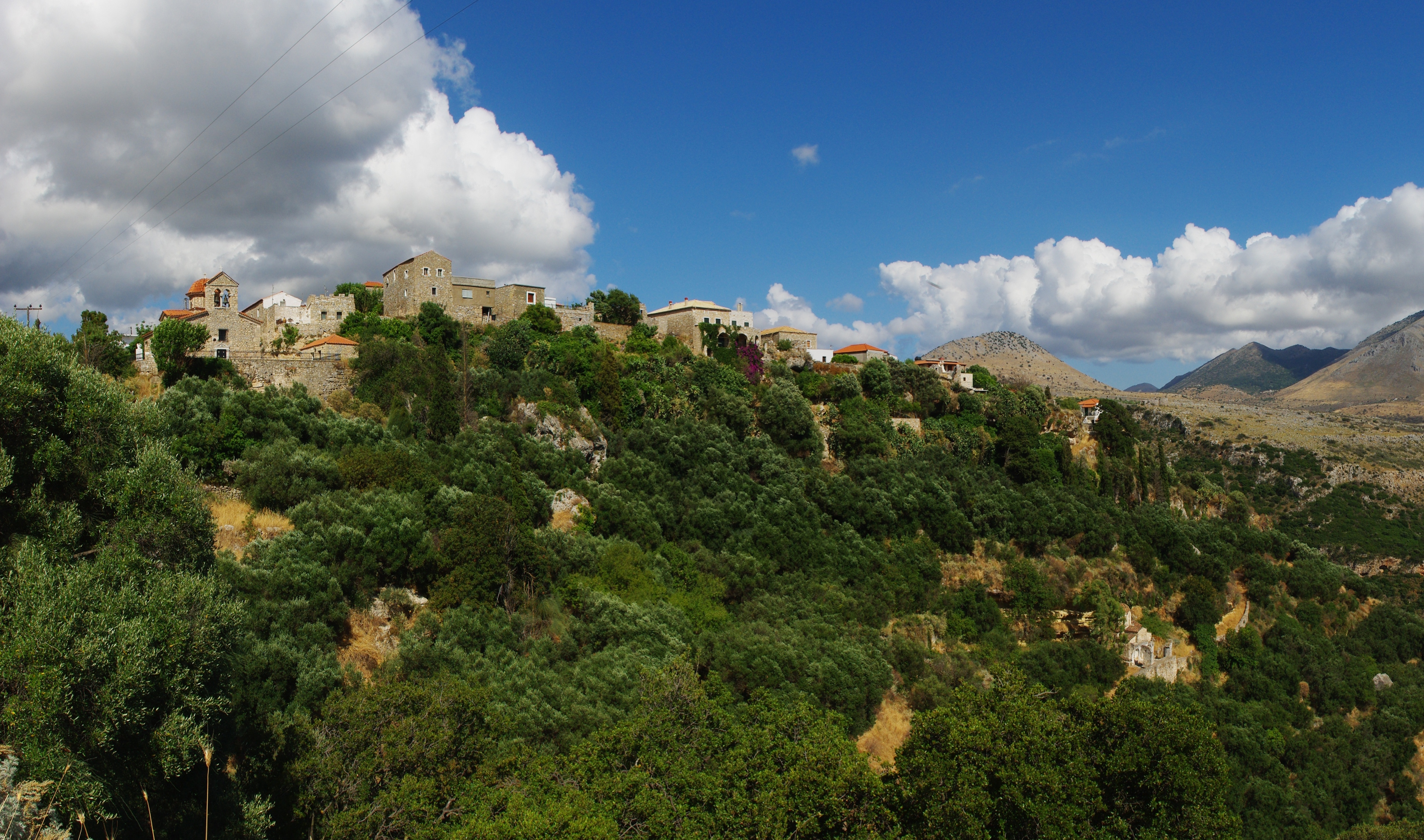
Ortschaft Itylo
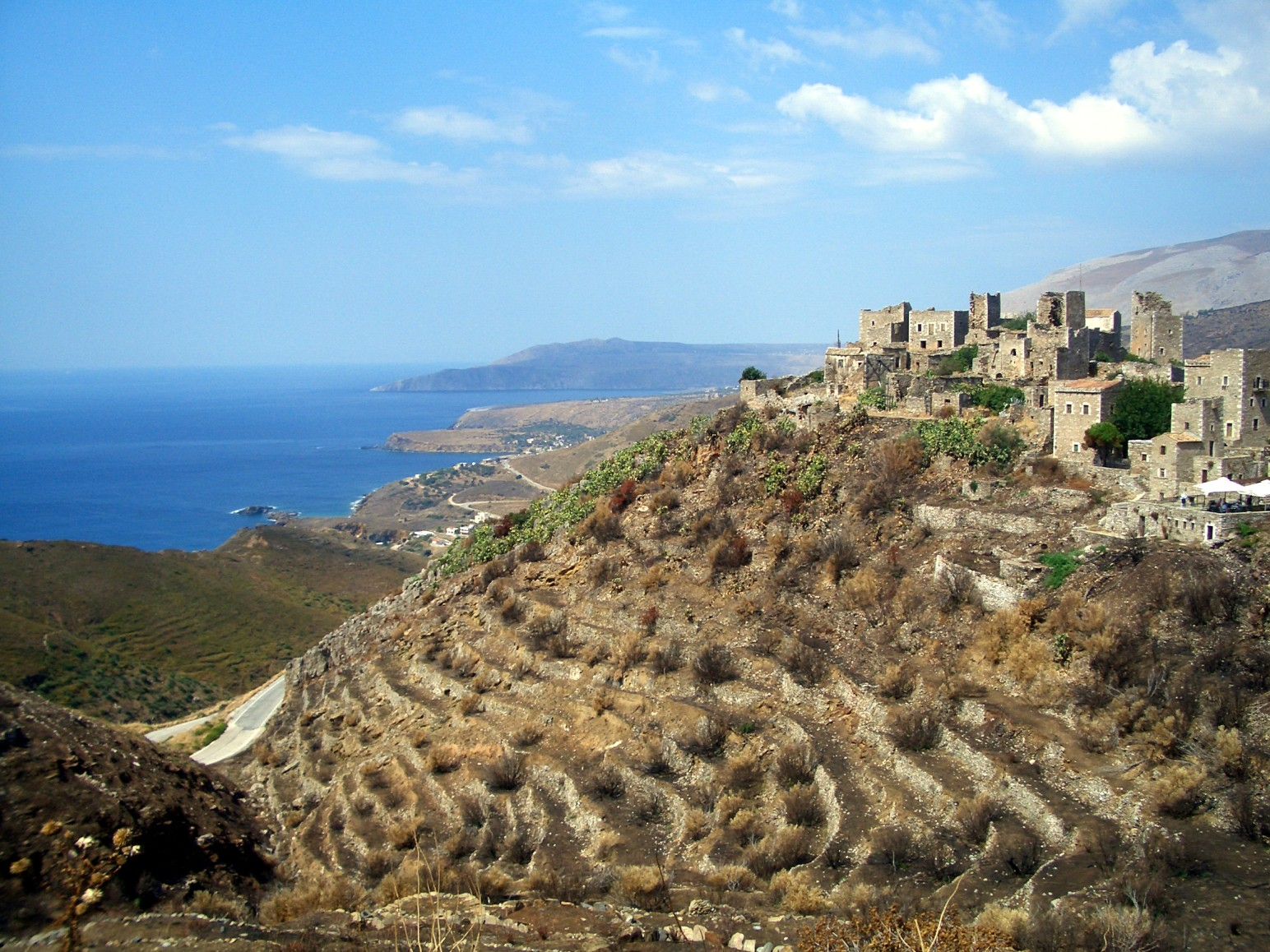
Vathia

## Charakter
Die Landschaft des Gemeindegebiets ist von rauer, wilder Schönheit, die Küste felsig und unwegsam. Charakteristisch sind die Opuntien und die zahlreichen – heute großenteils leerstehenden, teilweise zerfallenden, zum Teil aber auch restaurierten Wehrtürme in den zahlreichen kleinen Siedlungen.

## Geschichte
→ Mani (Peloponnes)#Geschichte

## Einzelbelege
1. 1 2  Ergebnisse der Volkszählung 2011 beim Nationalen Statistischen Dienst Griechenlands (ΕΛ.ΣΤΑΤ) (Excel-Dokument, 2,6 MB)